# Куиринъс Куиръл
Професор Куиринъс Куиръл е измислен герой на Джоан Роулинг от поредицата Хари Потър. Първоначално, преди идването на Хари в Хогуортс, той е учител по Мъгълознание в училището. В началото на първата учебна година обаче, той получава мястото на учител по Защита срещу черните изкуства.

### История
Професор Куиръл винаги се е интересувал от черните изкуства и ги е изучавал. По време на една от своите експедиции в Албания обаче, той попада на Черния лорд, който се укрива там. Така той се съгласява да помогне на Волдемор да възвърне величието си, позволявайки му да се всели в тялото му и обещавайки му да му помогне да намери Философския камък, който е скрит от Албус Дъмбълдор в Хогуортс. Така Куиръл и Волдемор търсят камъка, но Хари, Рон и Хърмаяни им попречват и печелят първата си битка срещу Черния лорд.